# Pont de la Spitzmühle
Le pont de la Spitzmühle est un ouvrage d'art de Strasbourg situé dans le quartier historique et touristique de la Petite France, près des Ponts couverts. 

## Situation et accès

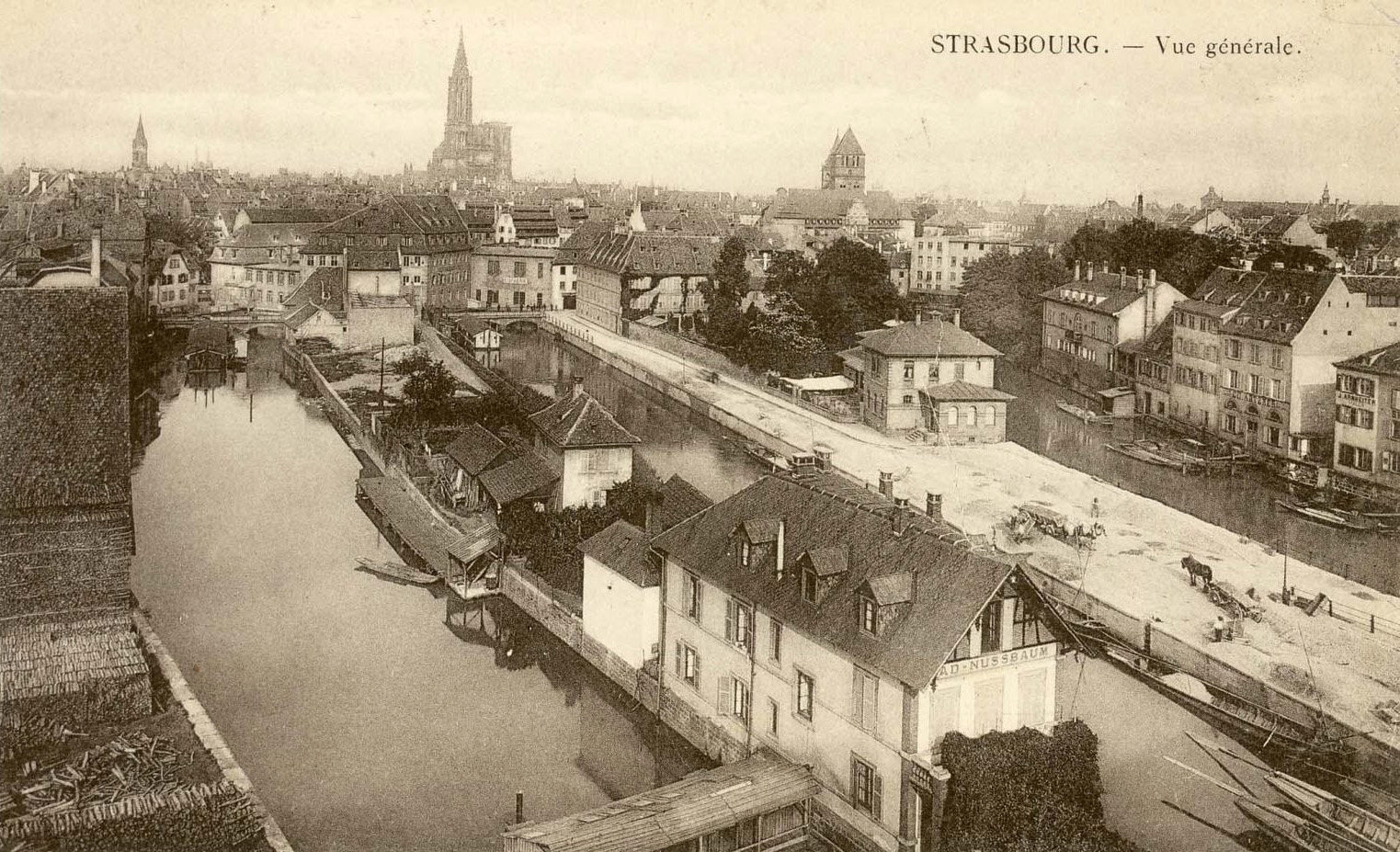
À gauche, le pont en pierre en 1930.

Dans l'alignement du pont du Faisan et du pont de la Dinsenmühle situés plus au nord, c'est l'un des ponts empruntés par la rue des Moulins pour traverser les bras canalisés de l'Ill. Formant un angle droit avec le quai des Moulins, le pont de la Spitzmühle franchit le canal du même nom, bordé au nord par le  square Louise-Weiss et au sud par le square Suzanne-Lacore.

## Histoire

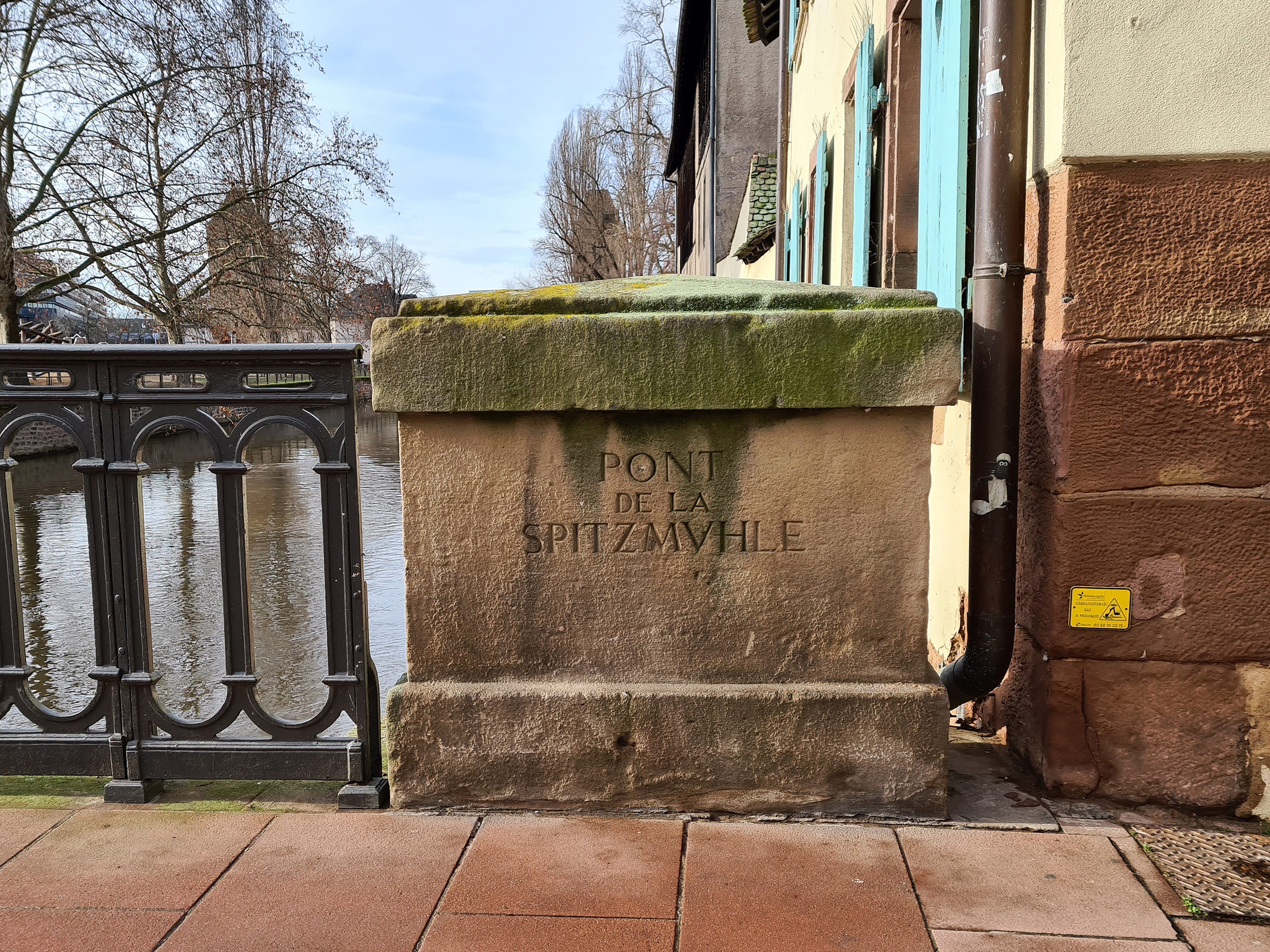
Inscription gravée dans le grès.

Canal et pont de la Spitzmühle doivent tous deux leur nom à un moulin à grain (Spizzen-Mühle), attesté au Moyen Âge et qui se trouvait à la pointe d'une langue de terre entre deux canaux. En allemand, Mühle signifie « moulin » et Spitze, « pointe, promontoire », d'où les premières dénominations officielles, « pont du moulin du promontoire » en 1927, puis « Spitzmühlbrücke » en 1943.
Comme les autres ponts des Moulins, à l'appellation longtemps indifférenciée, celui de la Spitzmühle a d'abord été une passerelle en bois. Tous sont visibles sur une lithographie de F. Baumann qui met en scène une vue panoramique vers 1850. Ils sont reconstruits en maçonnerie en 1867.

## Caractéristiques
Le pont de la Spitzmühle compte trois arcs surbaissés, dont la hauteur de cintre est faible.  Les trois voûtes sont maçonnées, les bandeaux des voûtes sont réalisés en pierres de taille grises.
Son tablier est pavé à l'ancienne, bordé de dalles en grès.
Le pont est réservé aux piétons, en-dehors des heures de desserte.

Revêtement en pavé bordé de grès.
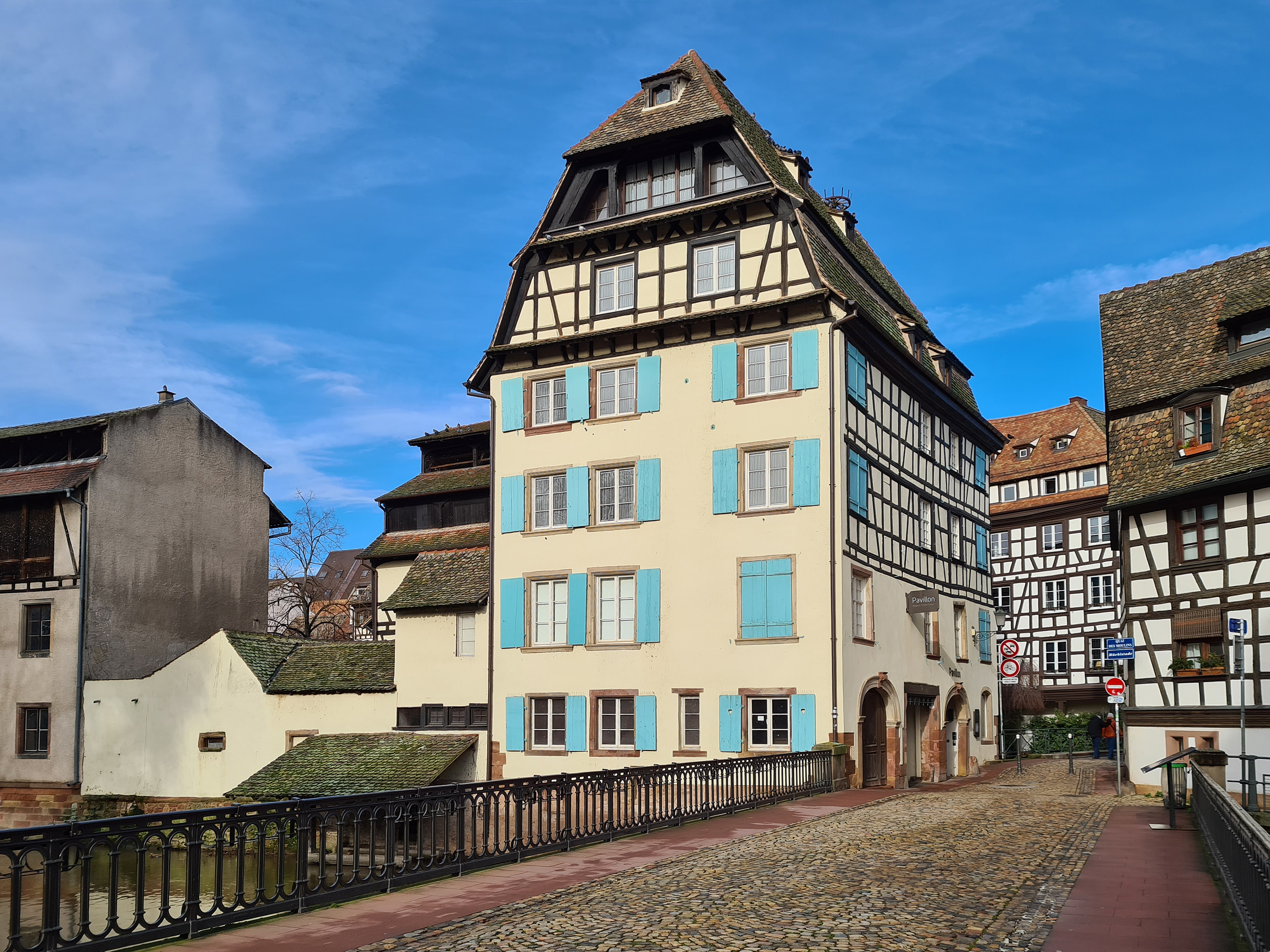
Face à la rue des Moulins.
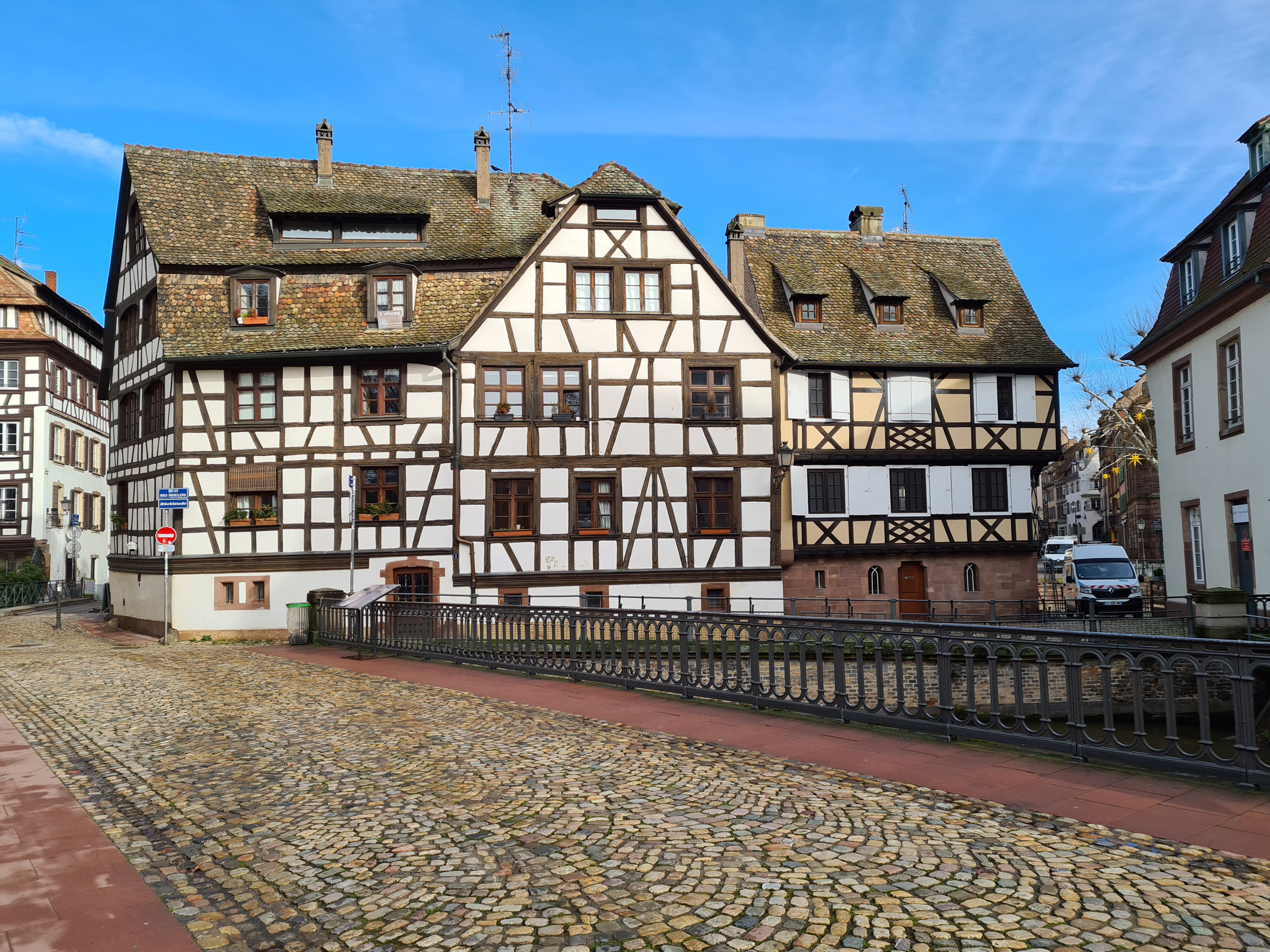
À droite, le quai des Moulins.
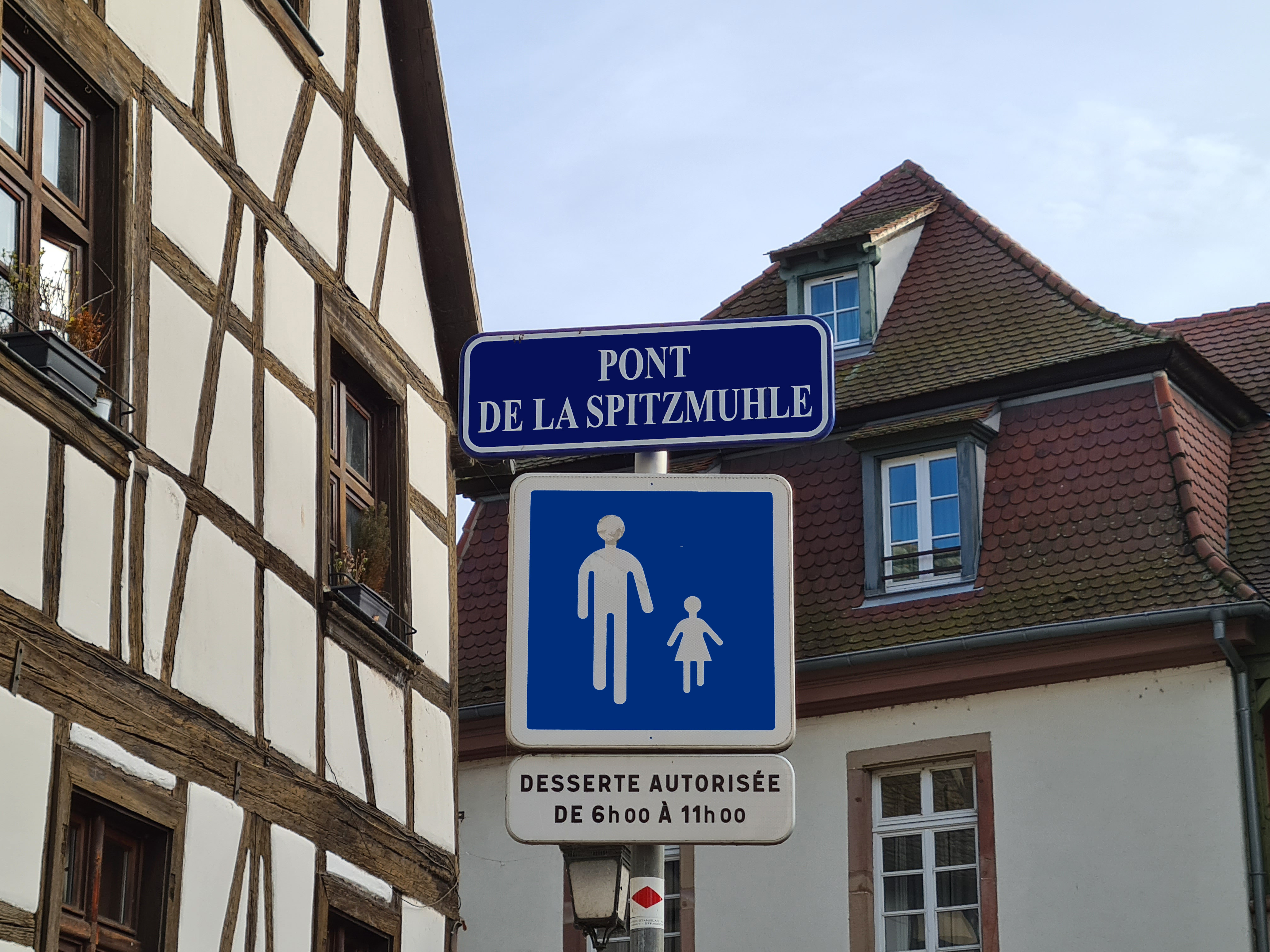
Pont réservé aux piétons.